# أليخو ڤيليز
أليخو ڤيليز (مواليد 19 سبتمبر 2003) هو لاعب كرة قدم أرجنتيني محترف يلعب كمهاجم لنادي توتنهام هوتسبير الدوري الإنجليزي الممتاز.

## وقت مبكر من الحياة
وُلِد أليخو ڤيليز في جوديكين، وهي بلدة صغيرة في مقاطعة سانتا في، حوالي عام 120 كم من مدينة روساريو. عندما كان عمره ثلاث سنوات فقط، بدأ لعب كرة القدم مع نادي مسقط رأسه، ولكن في سن السادسة انتقل مع عائلته إلى برناردو دي إيريجوين، وهي بلدة أخرى في سانتا في، حيث بدأ قريبًا اللعب في نادي الاتحاد الرياضي والثقافي واستمر هناك حتى بلغ 16 عامًا.

## المسيرة الكروية

### روزاريو سنترال
في أواخر عام 2019، خاض أليخو تجاربه الأولى مع نادي روساريو سنترال، لكنه لم يبدأ اللعب للنادي إلا بعد أكثر من عام حيث توقفت مسابقات الشباب بسبب جائحة كوفيد-19. خاض أليخو أول مباراة احترافية له مع نادي روساريو سنترال في 23 يوليو 2021، ليحل محل آلان مارينيلي خلال فوز 1-0 على أرضه ضد نادي ديبورتيفو تاتشيرا الفنزويلي في دور الـ16 من بطولة كوبا سود أمريكانا.
لعب عددًا صغيرًا فقط من المباريات في الدوري الإسباني ذلك الموسم، ولكن خلال الموسم التالي حقق اختراقًا، حيث سجل هدفه الأول في 2 مايو 2022 خلال خسارة 2-1 خارج أرضه في كأس الدوري أمام نادي أتلتيكو هوراكان. سجل هدفه الثاني في المباراة التالية، والتي انتهت بفوز فريقه 3-1 على إستوديانتيس، في مباراة كانت أيضًا الأخيرة لمعلمه ومثاله الأعلى، ماركو روبين، في ملعب روساريو المركزي.
في 21 يوليو 2022، سجل أليخو الهدف الوحيد لفوز فريق روساريو سنترال في الدوري الأسباني الممتاز ضد فريق نيولز أولد بويز في الكلاسيكو التاريخي لروسارينو.
في يوليو 2023، بعد الأداء الجيد في كأس العالم تحت 20 عامًا واللعب بفعالية في نادي سنترال، جذب أليخو انتباه العديد من الأندية الأوروبية. وتتطلع هذه الأندية إلى التعاقد مع أليخو لفريقها في المستقبل. في 2 أغسطس 2023، أفادت وسائل إعلام مختلفة أن نادي روزاريو سنترال قد قبل عرضًا من نادي توتنهام هوتسبير مقابل 17 مليون دولار. مليون دولار، بالإضافة إلى 6 دولارات مليون دولار كمكافآت إضافية وشرط بيع بنسبة 10% لنادي روزاريو. بإجمالي 23 دولارًا مليون دولار من الإيرادات، حطم بيع أليخو ڤيليز الرقم القياسي لأغلى عملية بيع من قبل روساريو سنترال، متجاوزًا 11.5 مليون دولار مليون دولار لفاكوندو بونانوتي إلى برايتون آند هوف ألبيون من إنجلترا في عام 2022، و8 ملايين دولار مليون دولار لأنخيل دي ماريا إلى بنفيكا البرتغالي في عام 2007.

### توتنهام هوتسبير
في 8 أغسطس 2023، وقع أليخو عقدًا لمدة ست سنوات مع نادي توتنهام هوتسبير في الدوري الإنجليزي الممتاز في صفقة تقدر قيمتها بـ 13 جنيهًا إسترلينيًا مليون. شارك لأول مرة مع النادي في مباراة الفوز 2-1 على أرضه ضد ليفربول، حيث دخل كبديل في الدقيقة 90. في 28 ديسمبر 2023، سجل أليخو هدفه الأول مع توتنهام في هزيمة 4-2 أمام برايتون وهوف ألبيون.

#### إعارة إلى إشبيلية
في 2 فبراير 2024، أعلن نادي إشبيلية عن صفقة إعارة لمدة ستة أشهر للاعب جديد. عند وصوله، حصل على القميص رقم 10، الذي كان يرتديه سابقًا دييغو مارادونا خلال موسم 1992-1993.

#### إعارة إلى إسبانيول
في 7 أغسطس 2024، انتقل أليخو على سبيل الإعارة إلى نادي إسبانيول في الدوري الإسباني لموسم 2024-25. وسجل هدفه الأول مع النادي في مرمى رايو فاليكانو في الدقيقة 96 ليمنح إسبانيول فوزه الأول هذا الموسم.

## المسيرة الدولية
تم استدعاء أليخو لأول مرة إلى المنتخب الأرجنتيني تحت 20 عامًا من قبل فرناندو باتيستا في أكتوبر 2021. تم اختياره مرة أخرى من قبل المدرب الجديد لمنتخب تحت 20 عامًا خافيير ماسكيرانو في فبراير 2022 وخلال الربيع التالي.
تم استدعاء أليخو مرة أخرى إلى تشكيلة منتخب تحت 20 عامًا تحت قيادة ماسكيرانو في يناير 2023 لبطولة أمريكا الجنوبية تحت 20 عامًا في كولومبيا والتي خرجت فيها الأرجنتين من الجولة الأولى. هناك لعب جميع المباريات الأربع، بدءًا من مباراة الباراغواي وبيرو.
في مايو 2023، تم ضمه إلى تشكيلة المنتخب الأرجنتيني التي شاركت في بطولة كأس العالم للشباب تحت 20 سنة 2023، التي استضافتها الأرجنتين. في 20 مايو، سجل هدفه الأول في البطولة في الفوز 2-1 على أوزبكستان. وبعد ثلاثة أيام سجل هدفًا آخر، هذه المرة في فوز 3-0 على جواتيمالا.

## إحصائيات الأحتراف
آخر تحديث المباراة لعبت في 22 ديسمبر 2024
.
| النادي               | الموسم  | الدوري       | الدوري | الدوري  | كأس وطني | كأس وطني | كأس الدوري[ب] | كأس الدوري[ب] | القارة | القارة  | غيرها  | غيرها   | إجمالي | إجمالي  |
| النادي               | الموسم  | القسم        | الظهور | الأهداف | الظهور   | الأهداف  | الظهور        | الأهداف       | الظهور | الأهداف | الظهور | الأهداف | الظهور | الأهداف |
| -------------------- | ------- | ------------ | ------ | ------- | -------- | -------- | ------------- | ------------- | ------ | ------- | ------ | ------- | ------ | ------- |
| روزاريو سنترال       | 2021    | فرنسا        | 4      | 0       | 0        | 0        | 0             | 0             | 1[ج]   | 0       | —      | —       | 5      | 0       |
| روزاريو سنترال       | 2022    | فرنسا        | 26     | 6       | 2        | 0        | 6             | 2             | 0      | 0       | —      | —       | 34     | 8       |
| روزاريو سنترال       | 2023    | فرنسا        | 23     | 11      | 1        | 0        | 0             | 0             | 0      | 0       | —      | —       | 24     | 11      |
| روزاريو سنترال       | مجموع   | مجموع        |        | 17      | 3        | 0        | 6             | 2             | 1      | 0       | 0      | 0       | 63     | 19      |
| توتنهام هوتسبور      | 2023–24 | الدوري الأول | 8      | 1       | 0        | 0        | —             | —             | —      | —       | 2[د]   | 1       | 10     | 2       |
| نادي إشبيلية (إعارة) | 2023–24 | لاليغا       | 6      | 0       | 0        | 0        | —             | —             | —      | —       | —      | —       | 6      | 0       |
| إسبانيول (قرض)       | 2024–25 | لاليغا       | 14     | 1       | 2        | 3        | —             | —             | —      | —       | —      | —       | 16     | 4       |
| مجموع                | مجموع   |              | 81     | 19      | 5        | 3        | 6             | 2             | 1      | 0       | 2      | 1       | 95     | 25      |

## الأوسمة
فردي
- أفضل فريق في الدوري الأرجنتيني الأول : 2023 (بديل)

## روابط خارجية
- أليخو ڤيليز على موقع توتنهام هوتسبر
- أليخو ڤيليز على الدوري الإنجليزي الممتاز
- أليخو ڤيليز  على سكروي

1. ↑  Includes كأس الأرجنتين، كأس الملك (إسبانيا)
2. ↑  Includes كأس رابطة الأندية الإنجليزية المحترفة، كأس الدوري الأرجنتيني للمحترفين ‏
3. ↑  Appearance(s) in كوبا سود أمريكانا
4. ↑  Appearance(s) in كأس دوري كرة القدم الإنجليزية